# Charlie Hunnam
Charles Matthew Hunnam (Newcastle upon Tyne, 10 aprile 1980) è un attore britannico.

## Biografia

### I primi passi
Nato a Newcastle upon Tyne, nel Regno Unito, ha iniziato la sua carriera di attore in giovanissima età, a soli nove anni, in un programma televisivo per bambini in onda su una rete nazionale inglese. Charlie era il più giovane dei due figli di un padre da lui descritto come duro e forte e di una mamma un po' bohémienne, che lasciò il marito quando lui aveva due anni. Si trasferì, a 12 anni, nel Lake District: la madre, intanto, si era risposata. Furono per il ragazzo anni non facili sia nel rendimento scolastico sia nei rapporti sociali. Sentendosi portato per le discipline artistiche, si iscrisse al Cumbria College of Art and Design, dove conseguì un buon risultato.
Fece, al contempo, dei piccoli lavori per rendersi indipendente economicamente, ma saranno la sensibilità artistica e il gradevole aspetto ad aiutarlo nell'esordio cinematografico e televisivo. Un manager di produzione dello show per bambini, Byker Grove, notò Charlie vestito da clown in un negozio di calzature: fu subito scritturato nel suo primo ruolo, come Jason, in tre episodi del suddetto programma. Nel 1999 partecipò per la prima volta a un film, Che fine ha fatto Harold Smith?, nella parte di Daz.

### La carriera
Divenne poi famoso interpretando Nathan Maloney nella serie televisiva britannica Queer as Folk del 1999. La sua notorietà si estese anche fuori dall'Inghilterra soprattutto con Hooligans, nel ruolo del coprotagonista Pete Dunham. Si recò dunque a Los Angeles, dove decise di stabilirsi, e la sua carriera si espanse con la parte di Gregor Ryder nella serie televisiva Young Americans. Apparve poi in Undeclared, dove fu lo studente Lloyd Haythe. Le critiche rivolte alla serie non furono favorevoli tanto da essere cancellata dopo una stagione.

Charlie interpretò ancora Abandon - Misteriosi omicidi, Nicholas Nickleby e Ritorno a Cold Mountain. Recitò in seguito ne I figli degli uomini (2006) e nella serie televisiva Sons of Anarchy (2008), che consolidarono la sua fama. La serie televisiva ruota intorno a un club di motociclisti in una piccola immaginaria città della California. Charlie è stato scelto per il ruolo di Jackson "Jax" Teller dopo che Kurt Sutter, il creatore della serie, lo vide in Hooligans.

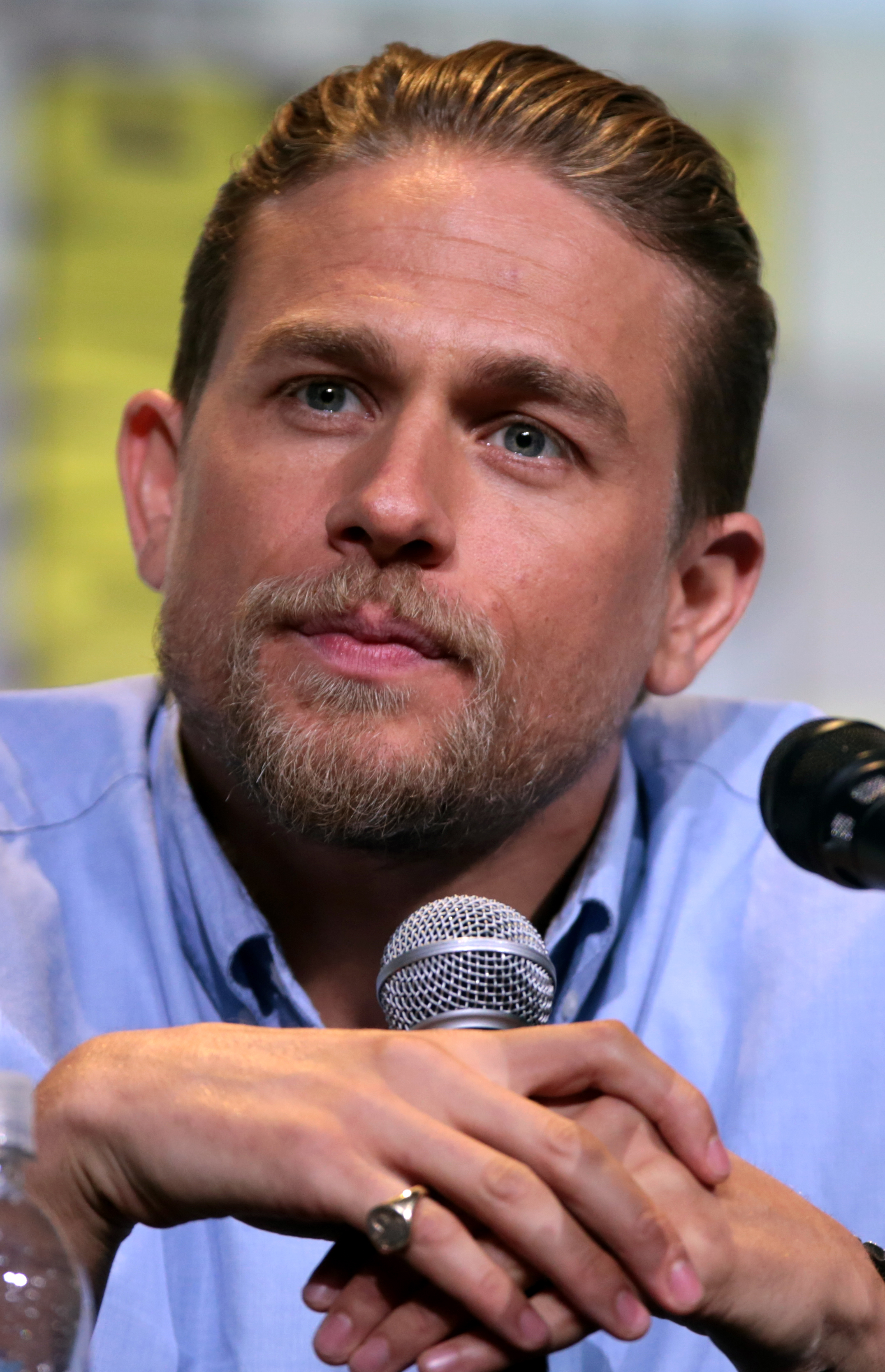
Charlie Hunnam al San Diego Comic-Con 2016

Nel 2009 Hunnam vendette la sua sceneggiatura Vlad - basata soprattutto sulla giovinezza di Vlad Țepeș Dracula, principe di Valacchia - al Summit Entertainment. Charlie ha ricevuto due nomine come miglior attore in una serie drammatica al Critics' Choice Television Award nel 2012 e nel 2015 e una al Satellite Award sempre nel 2015. La sua versatilità in parti diverse e l'aspetto esteriore (1,85 di altezza, fisico atletico, capelli lisci, lunghi e biondi, occhi azzurri) lo hanno reso assai noto al grande pubblico non solo inglese e americano. Hunnam, infatti, si è classificato nono nella lista dei 100 uomini più sexy del mondo stilata dalla rivista Elle Girl.
Nel 2017 è protagonista della pellicola King Arthur - Il potere della spada, diretta da Guy Ritchie, nel quale interpreta re Artù, ruolo per cui l'attore si è dovuto allenare duramente. Nel 2019 ha recitato in The Gentlemen, diretto da Guy Ritchie.

### Vita privata
Nel 1999, durante i provini per Dawson's Creek, incontra l'attrice americana Katharine Towne con la quale, dopo un mese, convola a nozze a Las Vegas. La coppia ha divorziato nel 2002. Dal 2005 è legato sentimentalmente a Morgana McNelis. Vive negli Stati Uniti dal 2004.

## Filmografia

### Cinema
- Che fine ha fatto Harold Smith? (Whatever Happened to Harold Smith?), regia di Peter Hewitt (1999)
- Abandon - Misteriosi omicidi (Abandon), regia di Stephen Gaghan (2002)
- Nicholas Nickleby, regia di Douglas McGrath (2002)
- Ritorno a Cold Mountain (Cold Mountain), regia di Anthony Minghella (2003)
- Hooligans (Green Street), regia di Lexi Alexander (2005)
- I figli degli uomini (Children of Men), regia di Alfonso Cuarón (2006)
- Punto d'impatto (The Ledge), regia di Matthew Chapman (2011)
- 3,2,1... Frankie Go Boom, regia di Jordan Roberts (2012)
- Legami di sangue - Deadfall (Deadfall), regia di Stefan Ruzowitzky (2012)
- Pacific Rim, regia di Guillermo del Toro (2013)
- Crimson Peak, regia di Guillermo del Toro (2015)
- Civiltà perduta (The Lost City of Z), regia di James Gray (2016)
- King Arthur - Il potere della spada (King Arthur: Legend of the Sword), regia di Guy Ritchie (2017)
- Papillon, regia di Michael Noer (2017)
- A Million Little Pieces, regia di Sam Taylor-Johnson (2018)
- Triple Frontier, regia di J. C. Chandor (2019)
- The Kelly Gang (True History of the Kelly Gang), regia di Justin Kurzel (2019)
- Jungleland, regia di Max Winkler (2019)
- The Gentlemen, regia di Guy Ritchie (2019)
- Omicidio a Los Angeles (Last Looks), regia di Tim Kirkby (2022)
- Rebel Moon - Parte 1: Figlia del fuoco (Rebel Moon - Part One: A Child of Fire), regia di Zack Snyder (2023)

### Televisione
- Byker Grove – serie TV, episodio 10x01 (1998)
- Microsoap – serie TV, episodio 2x06 (1999)
- My Wonderful Life – serie TV (1999)
- Queer as Folk – serie TV, 10 episodi (1999-2000)
- Young Americans – serie TV, episodi 1x03-1x06-1x07 (2000)
- Undeclared – serie TV, 17 episodi (2001-2003)
- Sons of Anarchy – serie TV, 92 episodi (2008-2014)
- Shantaram – serie TV, 12 episodi (2022)

## Doppiatori italiani
Nelle versioni in italiano dei suoi lavori, Charlie Hunnam è stato doppiato da:
- Giorgio Borghetti in Sons of Anarchy, Punto d'impatto, Pacific Rim, Papillon, Triple Frontier, Jungleland, Omicidio a Los Angeles
- Marco Vivio in Civiltà perduta, King Arthur - Il potere della spada, The Gentlemen, The Kelly Gang
- Simone D'Andrea ne I figli degli uomini, Crimson Peak, Shantaram
- Alessandro Quarta in Nicholas Nickleby, Legami di sangue - Deadfall
- Alessandro Tiberi in Che fine ha fatto Harold Smith?
- Fabrizio Manfredi in Abandon - Misteriosi omicidi
- Loris Loddi in Ritorno a Cold Mountain
- Roberto Gammino in Hooligans
- Francesco Venditti in Queer as Folk
- Andrea Mete in Undeclared
- Davide Perino in Rebel Moon - Parte 1: Figlia del fuoco